# Rossella Di Paolo
Rossella Di Paolo Ferrarini (Lima, 3 de enero de 1960) es una poeta, profesora y escritora peruana de ascendencia italiana. Pertenece a la  Generación del 80.

## Biografía
Hija de Milena Ferrarini y Ludovico Di Paolo. Cursó sus estudios escolares en el Colegio Santa Úrsula (1965-1976). Luego estudió Letras en la Pontificia Universidad Católica del Perú (PUCP), donde se graduó de bachiller en Humanidades con mención en Lingüística y Literatura (1985).
Hizo sus primeras publicaciones en la revista literaria estudiantil Calandria. Trabajó en el periodismo durante tres años y medio, en la revista alternativa de actualidad La Tortuga. Pero más tiempo lo ha dedicado a la docencia en la Universidad San Ignacio de Loyola (USIL) y la Universidad Peruana de Ciencias Aplicadas (UPC), en la especialidad de Lengua y Literatura. Ha tenido a su cargo diversos talleres de creación literaria.

## Publicaciones

### Libros publicados
- Prueba de galera. Lima: Antares, 1985. Lima, Editorial Paracaídas, 2017.[4]
- Continuidad de los cuadros (Lima: Antares, 1988)
- Piel alzada (Lima: Colmillo Blanco, 1993)
- Tablillas de San Lázaro (Lima: Fondo Editorial de la Pontificia Universidad Católica del Perú, 2001)
- La silla en el mar (Lima, Editorial Peisa, 2016)

### Obra publicada en antologías
Sus poemas han aparecido en diversas recopilaciones como:
- Paul Guillén (ed.) Aguas móviles. Antología de poesía peruana 1978-2006. Lima: Perro de Ambiente, editor / Casa de la Literatura Peruana, 2016.
- Antología de la poesía latinoamericana del siglo XXI. El turno y la transición. Selección y notas de Julio Ortega, México, 1997;
- La mitad del cuerpo sonríe. Antología de la poesía peruana contemporánea. Prólogo, selección y notas de Víctor Manuel Mendiola. México D.F.: Fondo de Cultura Económica, 2005.

### Obra publicada en revistas literarias
- Revista Atlántica de Poesía, Cádiz, N° 6, 1993;[1]
- Revista Feminaria literaria, Buenos Aires, Año IV, N° 6;
- Revista La tortuga ecuestre, Lima, Año: XXVIII N.º 189, enero del 2001;[5]

### Crítica literaria
- Elogio al placer, (sobre Mario Vargas Llosa), Lima, revista La tortuga, N° 27, Lima, 1989, 41 p.[6]
- Entre el Cielo y el Infierno, (sobre Isabel Sabogal) , Lima, revista La tortuga, N.º 31, 1989;[7]

## Sobre su poesía
Cultiva una poesía de cuidadosa selección expresiva, rica en imágenes y temas, y de fácil comunicación con el lector.
Enciclopedia Tauro del Pino

## Premios y reconocimientos
- Premio Casa de la Literatura Peruana 2020.[8]

## Homenaje en revistas literarias
En junio de 2022, el equipo editorial de Martín. Revista de Artes y Letras publicó un número especial dedicado a la vida y obra de Rosella Di Paolo. El material puede consultarse en el siguiente enlace: https://es.scribd.com/document/633635382/Rosella-Di-Paolo-Revista-Martin-35-PDF